# ACS校園聯賽
ACS校園聯賽（Arena of Valor Campus Series，简称：ACS），是《傳說對決》於2020年開始在台灣展開的校園頂尖電競聯賽，參賽資格更不限制學校需俱備電競專班，希望為高中職及大專院校的學生打造優質的校園賽事。除此之外，在ACS校園聯賽中表現優秀的選手，將有機會被GCS職業戰隊挖掘，成為GCS職業賽的明日之星。每年進行夏、冬兩季。

## 歷屆賽事相關
| 年份 | 赛季   | 時間                   | 口號                | 新台幣（TWD） |
| ---- | ------ | ---------------------- | ------------------- | ------------- |
| 2020 | 冬季賽 | 2020.11.10至2021.01.10 | 咆嘯吧！最強校園！  | 500,000       |
| 2021 | 夏季賽 | 2021.03.17至2021.07.31 | Lets Go！為夢想而戰 | 500,000       |
| 2021 | 冬季賽 | 2021.10.06至2021.11.21 | Awake！校園覺醒     | 500,000       |
| 2022 | 夏季賽 | 2022.03.16至2022.05.22 | 放4追夢，放膽去衝！ | 500,000       |
| 2022 | 冬季賽 | 2022.08.24至2022.10.29 | 青春，我們定義！    | 500,000       |
| 2023 | 夏季賽 | 2023.04.01至2023.06.03 | 這學期成為傳說！    | 500,000       |
| 2023 | 冬季賽 | 2023.09.16至2023.11.05 | 青春拼搏勇往直前    | 500,000       |
| 2024 | 夏季賽 | 2024.03.30至2024.05.25 | 傳說起點 校園巔峰   | 500,000       |
| 2024 | 冬季賽 | 2024.09.21至2024.11.16 | 這9是傳說           | 500,000       |
| 2025 | 夏季賽 | 2025.03.29至2025.06.07 | 在校讓你好看        | 500,000       |
| 2025 | 冬季賽 | 2025.XX.XX至2025.XX.XX |                     |               |

## 主題曲
| 時間          | 歌曲名稱        | 演唱     | 作詞     | 作曲     | 附註                        |
| 2022年3月16日 | All Champ Squad | 藍調(VL) | 藍調(VL) | 藍調(VL) | 2022年ACS夏季校園聯賽主題曲 |
| 2024年9月19日 | 這9是傳說       | 藍調(VL) | 藍調(VL) | 藍調(VL) | 2024年ACS冬季校園聯賽主題曲 |

## 參賽隊伍

### 2025年ACS夏季校園聯賽
- 稻江哈士奇（DJT）[20]
- 莊敬猛虎（JJVST）[21]
- 黎明企鵝（LIT）[22]
- 萬能雄獅（VNU）[23]
- 正修龍（CSU）[24]
- 立志猩勢力（LCVS）[25]
- 東泰太陽（TTSH）[26]
- 青年勇士（YT）[27]

### 歷屆參賽隊伍資訊
| 隊伍名稱   | 學校名稱 | 參賽次數 | 首次參賽賽季    | 最近一次參賽賽季 | 最佳成績                               |
| ---------- | -------- | -------- | --------------- | ---------------- | -------------------------------------- |
| 黎明企鵝   | 黎明學院 | 10       | 2020年ACS冬季賽 | 2025年ACS夏季賽  | 冠軍（2020冬、2022冬、2023夏、2023冬） |
| 莊敬猛虎   | 莊敬高職 | 10       | 2020年ACS冬季賽 | 2025年ACS夏季賽  | 冠軍（2021冬、2024夏、2024冬）         |
| 青年勇士   | 青年高中 | 10       | 2020年ACS冬季賽 | 2025年ACS夏季賽  | 冠軍（2022夏）                         |
| 立志猩勢力 | 立志高中 | 9        | 2020年ACS冬季賽 | 2025年ACS夏季賽  | 冠軍（2021夏）                         |
| 稻江哈士奇 | 稻江商職 | 9        | 2021年ACS夏季賽 | 2025年ACS夏季賽  | 冠軍（2025夏）                         |
| 內湖高工   | 內湖高工 | 7        | 2020年ACS冬季賽 | 2023年ACS冬季賽  | 殿軍（2020冬）                         |
| 萬能雄獅   | 萬能科大 | 7        | 2021年ACS冬季賽 | 2025年ACS夏季賽  | 殿軍（2025夏）                         |
| 正修龍     | 正修科大 | 5        | 2022年ACS夏季賽 | 2025年ACS夏季賽  | 殿軍（2022夏）                         |
| 東泰太陽   | 東泰高中 | 4        | 2020年ACS冬季賽 | 2025年ACS夏季賽  | 殿軍（2024夏）                         |
| 大魔啟英   | 啟英高中 | 3        | 2022年ACS冬季賽 | 2023年ACS冬季賽  | 亞軍（2023夏）                         |
| 中山靈犬   | 中山工商 | 2        | 2021年ACS夏季賽 | 2021年ACS冬季賽  | 季軍（2021夏）                         |
| 幼華戰龍   | 幼華高中 | 2        | 2020年ACS冬季賽 | 2021年ACS夏季賽  | 第五名（2020冬）                       |
| 永平雷電虎 | 永平工商 | 1        | 2022年ACS夏季賽 | 2022年ACS夏季賽  | 第八名（2022夏）                       |
| 能仁熊武士 | 能仁家商 | 1        | 2020年ACS冬季賽 | 2020年ACS冬季賽  | 第八名（2020冬）                       |

## 歷屆賽制

### 2020年ACS冬季校園聯賽
- 資格賽：共32支隊伍參賽，分為A、B、C、D四組，每組8隊，採B03雙敗淘汰賽，各組的前二名，晉級『2020年ACS冬季賽』。
- 例行賽：BO3單循環賽制（全局BP）。排名最高的四支隊伍將進入比賽的最終階段：季後賽/總決賽。
- 季後賽：BO5冒泡賽制（全局BP）。
- 總決賽：BO7系列賽制（全局BP）。

### 2021年ACS夏季校園聯賽
- 校園傳說：初賽（BO1）、32-8強（BO3）、全局BP：4強（BO3）、總決賽（BO5），『高中暨大專組』前三名晉級『升降賽』。
- 升降賽：『2020年ACS冬季賽』6-8名及3支『2021年S1校園傳說』參賽，採BO5賽制（全局BP），勝者晉級『2021年ACS夏季賽』。
- 例行賽：BO3單循環賽制（全局BP）。排名最高的6支隊伍進入小組賽。
- 小組賽：各校隊排名分為A、B組，進行BO3雙循環賽制（全局BP）。各組排名前二隊伍進入季後賽/總決賽。
- 季後賽：BO5淘汰賽制（全局BP）。
- 總決賽：BO7淘汰賽制（全局BP）。

### 2021年ACS冬季校園聯賽
- 校園傳說：初賽（BO1）、32-8強（BO3）、全局BP：4強（BO3）、總決賽（BO5），『高中暨大專組』前三名晉級『升降賽』。
- 升降賽：『2021年ACS夏季賽』6-8名及3支『2021年S2校園傳說』參賽，採BO5賽制（全局BP），勝者晉級『2021年ACS冬季賽』。
- 例行賽：採BO3雙循環（全局BP）。1-2名隊伍（進入四強至總決賽）、3-6名隊伍（進入季後賽）、7-8名隊伍（進入升降賽）。
- 季後賽：共6支隊伍（例行賽第三名至第六名的隊伍），採BO5雙敗淘汰賽（全局BP），最終取兩支隊伍晉級『四強至總決賽』。
- 四強/總決賽：共4支隊伍，採BO7巔峰對決單敗淘汰賽（全局BP）。

### 2022年ACS夏季校園聯賽
- 校園傳說：初賽（BO1）、32-8強（BO3）、全局BP：4強（BO3）、總決賽（BO5），『高中暨大專組』前四名晉級『升降賽』。
- 升降賽：『2021年ACS冬季賽』5-8名及4支『2022年S1校園傳說』參賽，採BO5賽制（全局BP），勝者晉級『2022年ACS夏季賽』。
- 例行賽：BO3單循環賽制，例行賽前六名將晉級季後賽。
- 季後賽：採雙敗淘汰賽制（全局BP），BO5賽制（M1-M7），BO7巔峰對決（M8-M9）。
- 總決賽：BO7巔峰對決賽制（全局BP，M10）。

### 2022年ACS冬季校園聯賽
- 校園傳說：初賽（BO1）、32-8強（BO3）、全局BP：4強（BO3）、總決賽（BO5），『高中暨大專組』前兩名晉級『升降賽』。
- 資格賽：32強（BO5單敗淘汰賽制，全局BP）、4強-決賽（BO5雙敗淘汰賽制，全局BP），總共兩隊晉級『升降賽』。
- 升降賽：『2022年ACS夏季賽』5-8名及4支（校園傳說、資格賽）參賽，採BO7巔峰對決（全局BP），勝者晉級『2022年ACS冬季賽』。
- 例行賽：BO3單循環賽制（全局BP），例行賽前六名將晉級季後賽。
- 季後賽：採雙敗淘汰賽制（全局BP），BO5賽制（M1-M7），BO7巔峰對決（M8-M9）。
- 總決賽：BO7巔峰對決賽制（全局BP，M10）。

### 2023年ACS夏季校園聯賽
- 校園傳說：初賽（BO1）、32-8強（BO3）、全局BP：4強（BO3）、總決賽（BO5），『高中暨大專組』前四名晉級『升降賽』。
- 升降賽：『2022年ACS冬季賽』5-8名及4支『2023年S1校園傳說』，採BO7巔峰對決（全局BP），勝者晉級『2022年ACS冬季賽』。
- 例行賽：BO3單循環賽制（全局BP），例行賽前六名將晉級季後賽。
- 季後賽：採雙敗淘汰賽制（全局BP），BO5賽制（M1-M7），BO7巔峰對決（M8-M9）。
- 總決賽：BO7巔峰對決賽制（全局BP，M10）。

### 2023年ACS冬季校園聯賽
- 例行賽：BO3單循環賽制（全局BP），例行賽前六名晉級季後賽。
- 季後賽：BO5單敗淘汰賽制（全局BP），此階段落敗兩支隊伍將進入季軍賽，勝出的兩支隊伍澤進入冠軍賽，共四支隊伍進入線下總決賽。
- 季軍賽：BO5賽制（全局BP），決定本季的第三、四名隊伍。
- 冠軍賽：BO7巔峰對決賽制（全局BP），最終勝利者則為本季冠軍。

### 2024年ACS夏季校園聯賽
- 校園傳說：初賽（BO1）、32-8強（BO3）、全局BP：4強（BO3）、總決賽（BO5），『高中暨大專組』前兩名晉級『升降賽』。
- 資格賽：第一輪（8取4，BO3全局BP單敗淘汰），第二輪（4取2，BO5全局BP單敗淘汰），總共兩隊晉級『升降賽』。
- 升降賽：『2023年ACS冬季賽』5-8名及4支（校園傳說、資格賽）參賽，採BO7賽制（全局BP），勝者晉級『2024年ACS夏季賽』。
- 例行賽：分成三個階段為第一輪、升階挑戰賽、第二輪，皆採BO3單循環賽制（全局BP）。
  - 第一輪：分為2組，S組（『2023年ACS冬季賽』前四名校隊）、A組（『2024年ACS夏季升降賽』晉級的四支校隊）；結束後，S組前二名及A組末二名維持在原組別進入『第二輪』，S組未兩名及A組前兩名進行『升階挑戰賽』。
  - 升階挑戰賽：S組第三對決A組第二、S組第四對決A組第一，勝者晉級S組、敗者進入A組。
  - 第二輪：分為2組，S組（2支『第一輪-S組』前二名、2支『升階挑戰賽』勝者）、A組（2支『升階挑戰賽』敗者、2支『第一輪-A組』末二名）；結束後，共六隊（S組校隊及A組前二名）晉級『季後賽』，A組末二名則淘汰。
- 季後賽：依據『小組賽-第二輪』排名，S組的隊伍為『勝部組』，A組的前兩名為『敗部組』；並採BO5雙敗淘汰賽制（全局BP）。
- 冠軍賽：分為二個階段。
  - 第一階段：BO1選邊賽（採『5v5競技模式』，勝者可獲得第二階段的第一局選邊權）。
  - 第二階段：BO7巔峰對決賽制（全局BP），勝者為本季冠軍。

### 2024年ACS冬季校園聯賽
- 資格賽：共8支參賽隊伍，並最終取四隊晉級『升降賽』。
- 升降賽：『2024年ACS夏季賽』5-8名及4支『2024年ACS冬季資格賽』參賽，採BO5賽制（全局BP），勝者晉級『2024年ACS冬季賽』。
- 例行賽：分成三個階段為第一輪、升階挑戰賽、第二輪，皆採BO3單循環賽制（全局BP）。
  - 第一輪：分為2組，S組（『2024年ACS夏季賽』前四名校隊）、A組（『2024年ACS冬季升降賽』晉級的四支校隊）；結束後，S組前二名及A組末二名維持在原組別進入『第二輪』，S組未兩名及A組前兩名進行『升階挑戰賽』。
  - 升階挑戰賽：S組第三對決A組第二、S組第四對決A組第一，勝者晉級S組、敗者進入A組。
  - 第二輪：分為2組，S組（2支『第一輪-S組』前二名、2支『升階挑戰賽』勝者）、A組（2支『升階挑戰賽』敗者、2支『第一輪-A組』末二名）；結束後，共六隊（S組校隊及A組前二名）晉級『季後賽』，A組末二名則淘汰。
- 季後賽：依據『小組賽-第二輪』排名，S組的隊伍為『勝部組』，A組的前兩名為『敗部組』；並採BO5雙敗淘汰賽制（全局BP），最終將決選出三支隊伍。
- 準決暨冠軍賽：
  - 準決賽：由「敗部組」的隊伍進行賽事，採BO5淘汰賽制（全局BP）。
  - 總冠軍賽：由「敗部組勝者」與「勝部組贏家」的隊伍進行賽事，採BO7巔峰對決賽制（全局BP），爭奪本季冠軍。

### 2025年ACS夏季校園聯賽
- 校園傳說：初賽（BO1）、32-8強（BO3）、全局BP：4強（BO3）、總決賽（BO5），『高中暨大專組』前兩名晉級『升降賽』。
- 資格賽：第一輪（8取4，BO3全局BP單敗淘汰），第二輪（4取2，BO5全局BP單敗淘汰），總共兩隊晉級『升降賽』。
- 升降賽：『2024年ACS冬季賽』5-8名及4支（校園傳說、資格賽）參賽，採BO5賽制（全局BP），勝者晉級『2025年ACS夏季賽』。
- 例行賽：分成三個階段為第一輪、升階挑戰賽、第二輪，皆採BO3單循環賽制（全局BP）。
  - 第一輪：分為2組，S組（『2024年ACS夏季賽』前四名校隊）、A組（『2024年ACS冬季升降賽』晉級的四支校隊）；結束後，S組前二名及A組末二名維持在原組別進入『第二輪』，S組未兩名及A組前兩名進行『升階挑戰賽』。
  - 升階挑戰賽：S組第三對決A組第二、S組第四對決A組第一，勝者晉級S組、敗者進入A組。
  - 第二輪：分為2組，S組（2支『第一輪-S組』前二名、2支『升階挑戰賽』勝者）、A組（2支『升階挑戰賽』敗者、2支『第一輪-A組』末二名）；結束後，共六隊（S組校隊及A組前二名）晉級『季後賽』，A組末二名則淘汰。
- 季後賽：依據『小組賽-第二輪』排名，S組的隊伍為『勝部組』，A組的前兩名為『敗部組』；並採BO5雙敗淘汰賽制（全局BP），最終將決選出三支隊伍。
- 準決暨冠軍賽：
  - 準決賽：由「敗部組」的隊伍進行賽事，採BO5淘汰賽制（全局BP）。
  - 總冠軍賽：由「敗部組勝者」與「勝部組贏家」的隊伍進行賽事，採BO7巔峰對決賽制（全局BP），爭奪本季冠軍。

### 2025年ACS冬季校園聯賽
- 資格賽：共8支參賽隊伍，採BO5賽制（全局BP），並最終取四隊晉級『升降賽』。
- 升降賽：『2025年ACS夏季賽』5-8名及4支『2024年ACS冬季資格賽』參賽，採BO5賽制（全局BP），勝者晉級『2025年ACS冬季賽』。

## 歷屆決賽

### 決賽結果
| 年份 | 赛季   | 冠军        | 比分 | 比分 | 亚军       |
| ---- | ------ | ----------- | ---- | ---- | ---------- |
| 2020 | 冬季賽 | 黎明企鵝    | 4    | 3    | 立志猩勢力 |
| 2021 | 夏季賽 | 立志猩勢力  | 4    | 3    | 黎明企鵝   |
| 2021 | 冬季賽 | 莊敬猛虎    | 4    | 1    | 青年勇士   |
| 2022 | 夏季賽 | 青年勇士    | 4    | 2    | 黎明企鵝   |
| 2022 | 冬季賽 | 黎明企鵝(2) | 4    | 1    | 莊敬猛虎   |
| 2023 | 夏季賽 | 黎明企鵝(3) | 4    | 3    | 大魔啟英   |
| 2023 | 冬季賽 | 黎明企鵝(4) | 4    | 2    | 稻江哈士奇 |
| 2024 | 夏季賽 | 莊敬猛虎(2) | 4    | 3    | 稻江哈士奇 |
| 2024 | 冬季賽 | 莊敬猛虎(3) | 4    | 2    | 稻江哈士奇 |
| 2025 | 夏季賽 | 稻江哈士奇  | 4    | 0    | 莊敬猛虎   |
| 2025 | 冬季賽 |             |      |      |            |

### 決賽FMVP
| 年份 | 赛季   | 隊員    | 隊伍       |
| ---- | ------ | ------- | ---------- |
| 2020 | 冬季賽 | XiaoYo  | 黎明企鵝   |
| 2021 | 夏季賽 | YanLin  | 立志猩勢力 |
| 2021 | 冬季賽 | Zhan    | 莊敬猛虎   |
| 2022 | 夏季賽 | Lover   | 青年勇士   |
| 2022 | 冬季賽 | Fongli  | 黎明企鵝   |
| 2023 | 夏季賽 | Yanyan  | 黎明企鵝   |
| 2023 | 冬季賽 | Kunchi  | 黎明企鵝   |
| 2024 | 夏季賽 | Baduck  | 莊敬猛虎   |
| 2024 | 冬季賽 | Xcen    | 莊敬猛虎   |
| 2025 | 夏季賽 | Wuqingx | 稻江哈士奇 |
| 2025 | 冬季賽 |         |            |

## 歷屆排名
| 年分 | 季度   | 冠軍       | 亞軍       | 季軍       | 殿軍       | 第五名     | 第六名     | 第七名     | 第八名     |
| 2020 | 冬季賽 | 黎明企鵝   | 立志猩勢力 | 莊敬猛虎   | 內湖高工   | 幼華戰龍   | 青年勇士   | 東泰太陽   | 能仁熊武士 |
| 2021 | 夏季賽 | 立志猩勢力 | 黎明企鵝   | 中山靈犬   | 莊敬猛虎   | 內湖高工   | 稻江哈士奇 | 青年勇士   | 幼華戰龍   |
| 2021 | 冬季賽 | 莊敬猛虎   | 青年勇士   | 稻江哈士奇 | 黎明企鵝   | 內湖高工   | 立志猩勢力 | 中山靈犬   | 萬能雄獅   |
| 2022 | 夏季賽 | 青年勇士   | 黎明企鵝   | 莊敬猛虎   | 正修龍     | 內湖高工   | 稻江哈士奇 | 萬能雄獅   | 永平雷電虎 |
| 2022 | 冬季賽 | 黎明企鵝   | 莊敬猛虎   | 青年勇士   | 大魔啟英   | 立志猩勢力 | 稻江哈士奇 | 內湖高工   | 正修龍     |
| 2023 | 夏季賽 | 黎明企鵝   | 大魔啟英   | 稻江哈士奇 | 莊敬猛虎   | 內湖高工   | 青年勇士   | 立志猩勢力 | 萬能雄獅   |
| 2023 | 冬季賽 | 黎明企鵝   | 稻江哈士奇 | 青年勇士   | 立志猩勢力 | 萬能雄獅   | 莊敬猛虎   | 內湖高工   | 大魔啟英   |
| 2024 | 夏季賽 | 莊敬猛虎   | 稻江哈士奇 | 黎明企鵝   | 東泰太陽   | 正修龍     | 青年勇士   | 立志猩勢力 | 萬能雄獅   |
| 2024 | 冬季賽 | 莊敬猛虎   | 稻江哈士奇 | 黎明企鵝   | 立志猩勢力 | 東泰太陽   | 正修龍     | 青年勇士   | 萬能雄獅   |
| 2025 | 夏季賽 | 稻江哈士奇 | 莊敬猛虎   | 黎明企鵝   | 萬能雄獅   | 正修龍     | 立志猩勢力 | 東泰太陽   | 青年勇士   |
| 2025 | 冬季賽 |            |            |            |            |            |            |            |            |

## 歷屆明星賽
| 年分 | 季度   | 名稱           | 勝利隊伍   | 比分 | 比分 | 敗戰隊伍   |
| ---- | ------ | -------------- | ---------- | ---- | ---- | ---------- |
| 2020 | 冬季賽 | 未來之星表演賽 | 未來之星藍 | 1    | 0    | 未來之星紅 |
| 2021 | 冬季賽 | 明星表演賽     | 寒冰新星   | 1    | 0    | 赤焰彗星   |
| 2022 | 夏季賽 | 明星表演賽     | 追夢赤焰隊 | 1    | 0    | 叛逆酷寒隊 |
| 2022 | 冬季賽 | 明星表演賽     | 寒冰隊     | 1    | 0    | 赤焰隊     |
| 2023 | 夏季賽 | 明星表演賽     | 赤焰對決隊 | 1    | 0    | 寒冰傳說隊 |

## 國際賽成績

### Asian Esports Games（亞洲電競錦標賽）
| 年度   | 代表隊伍          | 入選原因                            | 最後成績 |
| ------ | ----------------- | ----------------------------------- | -------- |
| 2024年 | 莊敬猛虎（JJVST） | 2024年亞洲電競錦標賽-台灣預選賽冠軍 | 季軍     |

## 外部連結
- Garena 傳說對決 Esports（FB） （页面存档备份，存于）
- Garena 傳說對決（FB） （页面存档备份，存于）
- Garena 傳說對決（IG） （页面存档备份，存于）
- Garena 傳說對決（YT） （页面存档备份，存于）